# Lipa (przełęcz)
Lipa (723 m n.p.m.) – przełęcz między Meniną planiną (halą) i płaskowyżem Dobrovlje.
Przełęcz leży we wschodniej części Alp Kamnicko-Sawińskich na granicy orograficznej między Meniną i Dobrovljem. Jest to stare przejście, które miała znaczenie historyczne dawniej, w minionych warunkach komunikacyjnych, obecnie jest najkrótsze przejście między Vranskiem i Šmartnem ob Dreti w Dolinie Zadrečkiej.
Przełęcz została nazwana od starej lipy, która stoi tutaj jako niemy świadek dawnej aktywności komunikacyjnej. Z przełęczy wiodą drogi na cztery strony. Z głównego połączenia Vransko – Šmartno ob Dreti na przełęczy odbijają dwie boczne drogi: jedna na południowy zachód na przełęcz Slopi (925 m n.p.m.) pod Meniną planiną, która była też kiedyś ważnym przejściem na krajowej granicy styryjsko-kraińskiej oraz druga na wschód do przysiółka Sv. Jošt na Dobroveljski planoti.